# Kouřim

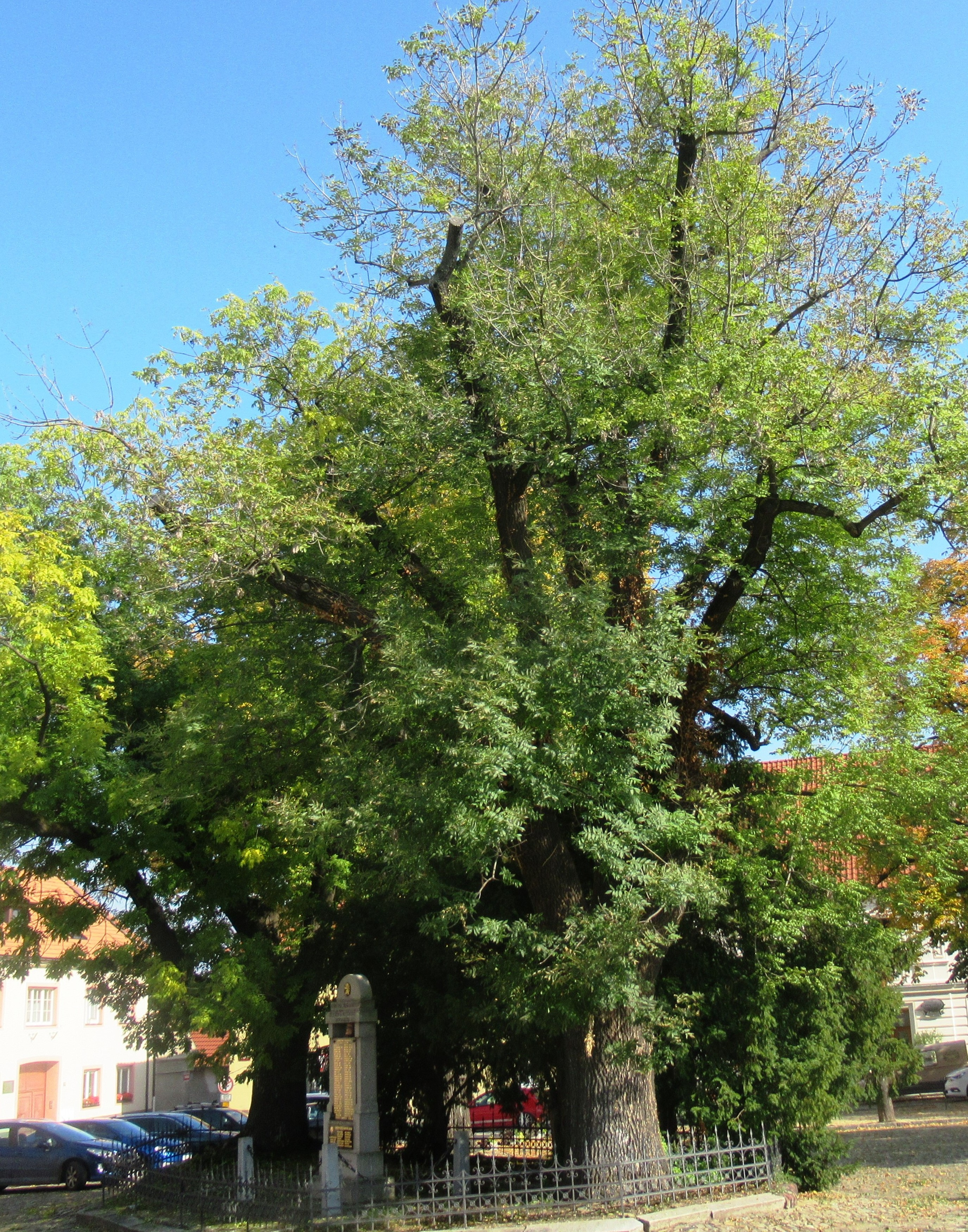
Jasany památné stromy na Mírovém náměstí

Kouřim je město v okrese Kolín ve Středočeském kraji. Leží asi 21 kilometrů západně od Kolína. Žije zde přibližně 2 000 obyvatel. K městu patří i místní část Molitorov. Od 15. století do roku 1848 byla Kouřim centrem Kouřimského kraje, který zahrnoval rozsáhlé území východně od Prahy. Historické jádro města je městskou památkovou zónou.

## Název
Jméno Kouřimi je podle pověsti odvozeno od kouře, kterým dal kníže Lech praotci Čechovi znamení, aby věděl, na jakém místě se usídlil.
Existují dvě možnosti vzniku jména. Buď je odvozeno z osobního jména Kúrim (Kouřim) ve významu Kouřimův hrad, nebo vychází ze staročeského slovesa kúřiti (kouřit), které popisovalo lesnatou horu, z níž se po dešti kouřilo. Je však možné, že sloveso odkazuje na ohně zapalované na tzv. kouřícím vrchu, podle nějž byl pojmenován hrad na něm postavený. V historických pramenech se jméno objevuje ve tvarech: „in civitatibus… Churimi“ (993), Kurim (okolo roku 1088), Kurimi (1130), Curim (1167, 1308), Kvrim (1167), kurzym (1310), „ot kurzymye“ (polovina 14. století), Curym (1359–1369, 1384 až okolo roku 1405), z Kúřimě (1425), pod kurzymem (1445), Curzymie (1497), z Kaurzime (1512), z Caurzimie (1514), do Kaurzimie (1523), do Kauřyma (1541), mezi Kauřimem (1578), obec města Kouřima (1615) a Kaurzym (1654).

## Historie
V místní krajině je dokázáno osídlení lidmi již z mladší doby kamenné, zhruba 3000 let př. n. l. V 6. století přicházejí Slované a v 7. století vzniká na místech dávného slovanského osídlení Stará Kouřim. Význam mohutného opevněného hradiště se mohl směle měřit s Prahou. Tzv. Kristiánova legenda z 10. století vypráví o souboji zlického knížete Radslava s přemyslovským knížetem Václavem, který Radslava božím zásahem bez boje porazil. Zlické knížectví, které se stalo nebezpečným konkurentem Prahy, bylo vyvráceno ve dvou taženích Václavova bratra Boleslava I., zvaného Ukrutný, a následně přešlo do majetku Slavníkovců. Hradiště Stará Kouřim zaniklo kolem roku 936.[zdroj⁠?!] Přemyslovci poté založili na sousední ostrožně nové menší hradiště u svatého Jiří. Lehce opevněný velmožský dvorec stával v 11.–12. století na místě pravěkého hradiště a sídliště zvaného hradiště u svatého Vojtěcha.
Rovněž Slavníkovci začali brzy ohrožovat zájmy v Praze sídlících Přemyslovců.[zdroj?] Mocenský střet obou rodů vyvrcholil vyvražděním Slavníkovců v Libici nad Cidlinou roku 995. Po dobytí slavníkovského panství vznikl kouřimský úděl, kde panovaly pod svrchovaností pražského knížete vedlejší větve přemyslovského rodu. Kouřimský údělný kníže Děpolt III. vedl ve 13. století odboj proti králi Přemyslu Otakaru I.[zdroj?] Jeho vzpoura byla však rozdrcena, Děpolt zabit a hradiště zničeno.[zdroj?] Z této doby pochází druhá legenda o vzniku jména města obsažená v Dalimilově kronice.

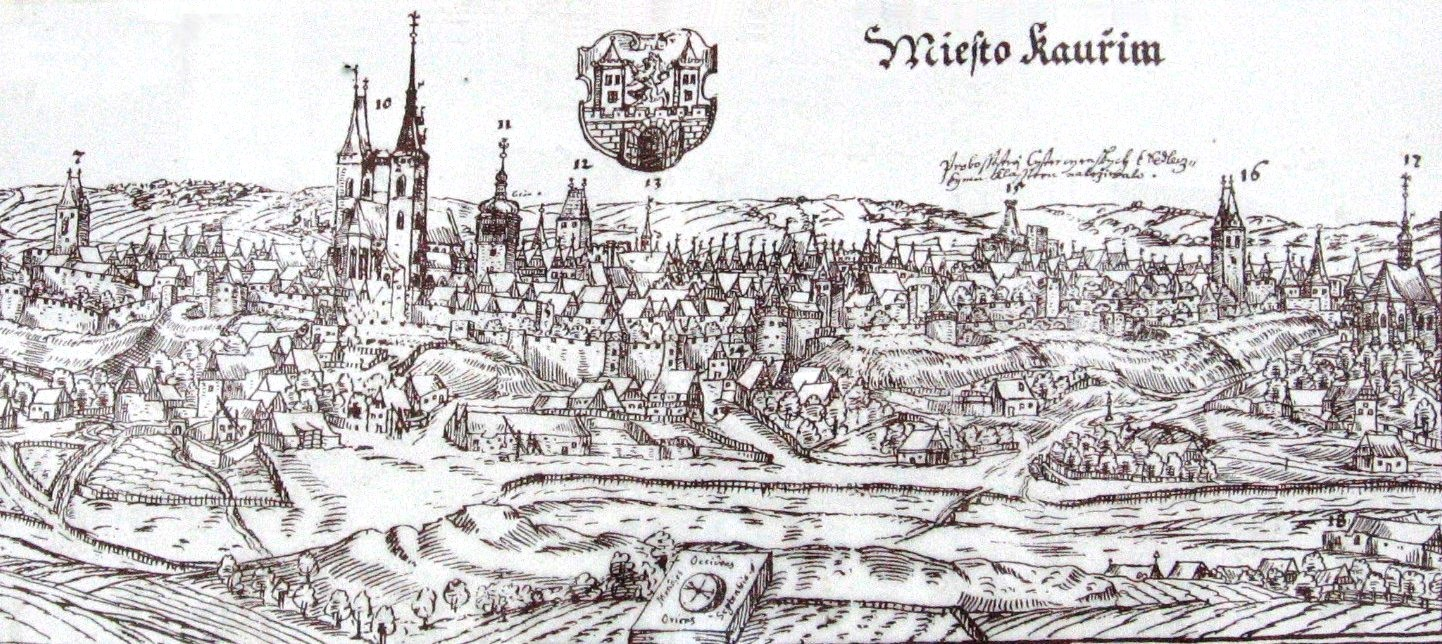
Město Kouřim, veduta Jana Willenberga z roku 1602

Současná Kouřim, asi 1 km severozápadně od Staré Kouřimi a kdysi jedno z nejvýznamnějších královských měst v Čechách, byla patrně založena ve třetí čtvrtině 13. století králem Přemyslem Otakarem II. Nebývalý rozkvět středověké Kouřimi trval až do roku 1547, kdy byla Kouřim, podobně jako celý městský stav království, oslabena konfiskacemi v souvislosti s účastí v protihabsburském povstání.

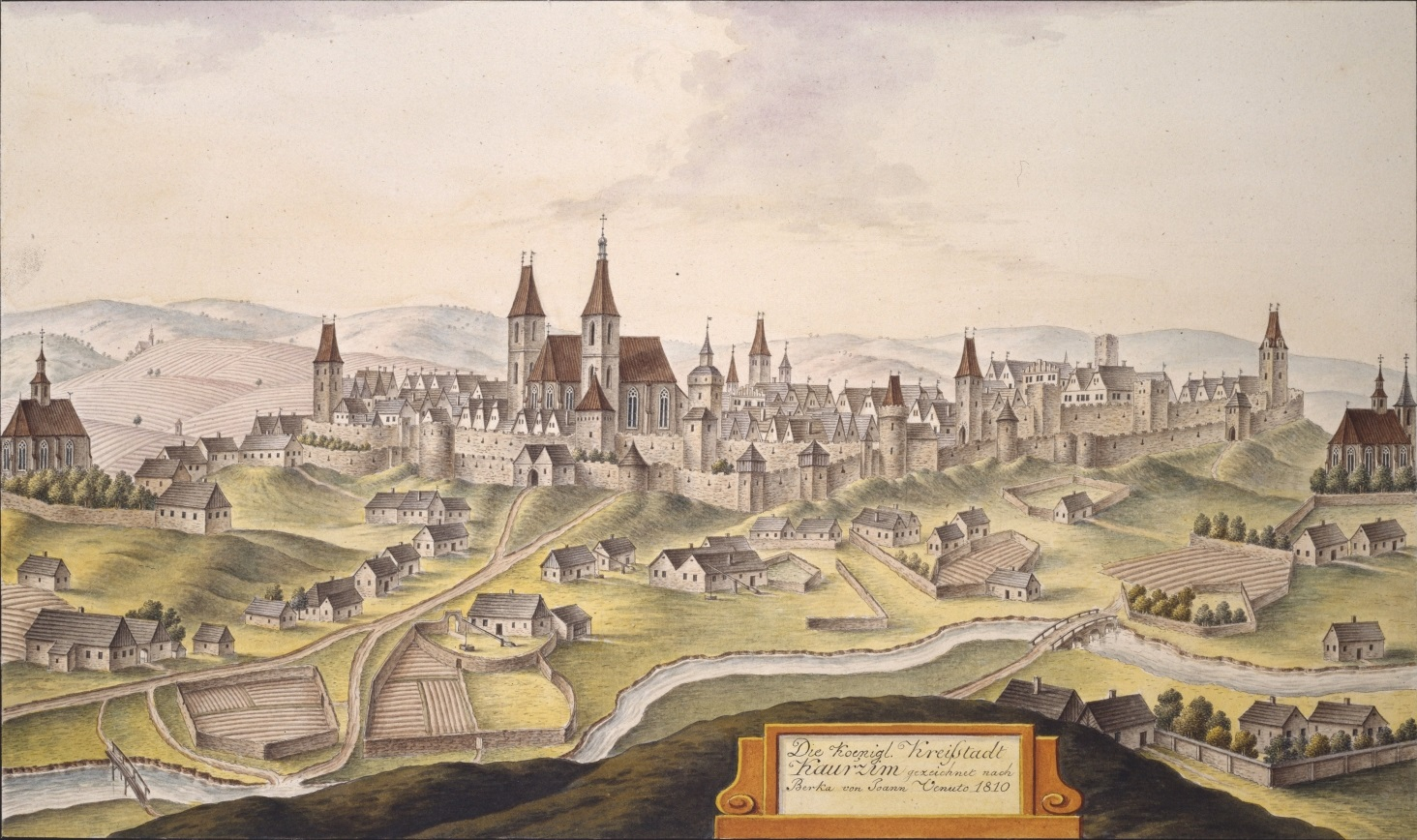
Kouřim, kresba Johanna Venuta, 1810

Největší úpadek města však nastal po roce 1620 v době třicetileté války, kdy bylo téměř zcela zničeno. Většinu majetku získal kníže Karel z Lichtenštejna a vylidněná Kouřim byla nadto několikrát vydrancována nejen procházejícími švédskými, ale též císařskými vojsky. Až do roku 1848 byla Kouřim krajským městem. V 19. století se ocitla mimo hlavní dopravní tepny, na rozdíl od jiných měst se zde nerozvinul významnější průmysl a její význam postupně upadal. Dnešní město s množstvím zachovalých památek je ale díky tomu častým cílem milovníků historie.

### Územněsprávní začlenění

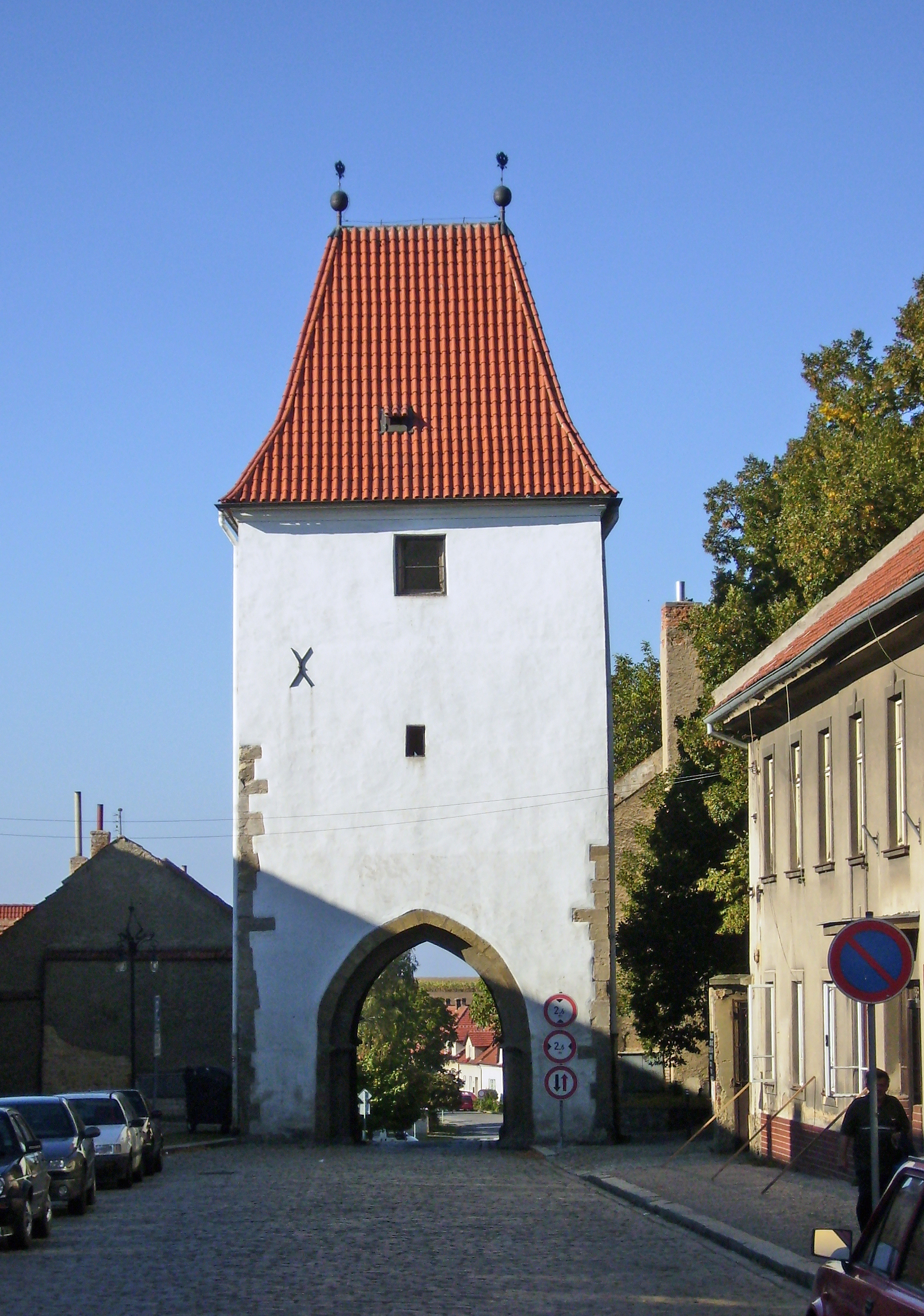
Pražská brána

Dějiny územněsprávního začleňování zahrnují období od roku 1850 do současnosti. V chronologickém přehledu je uvedena územně administrativní příslušnost obce v roce, kdy ke změně došlo:
- 1850 země česká, kraj Pardubice, politický okres Kolín, soudní okres Kouřim[11]
- 1855 země česká, kraj Čáslav, soudní okres Kouřim
- 1868 země česká, politický okres Kolín, soudní okres Kouřim
- 1939 země česká, Oberlandrat Kolín, politický okres Kolín, soudní okres Kouřim[12]
- 1942 země česká, Oberlandrat Praha, politický okres Kolín, soudní okres Kouřim[13]
- 1945 země česká, správní okres Kolín, soudní okres Kouřim[14]
- 1949 Pražský kraj, okres Kolín[15]
- 1960 Středočeský kraj, okres Kolín
- 2003 Středočeský kraj, obec s rozšířenou působností Kolín

### Rok 1932
Ve městě Kouřim (2875 obyvatel) byly v roce 1932 evidovány tyto živnosti a obchody:
- Instituce a průmysl: okresní soud, berní úřad, četnická stanice, poštovní úřad, telegrafní úřad, telefonní úřad, 2 katolické kostely, sbor dobrovolných hasičů, obchodní grémium, společenstvo řezníků a uzenářů, oděvní a obuvníků, stavební, hostinských, 2 cihelny, cukrovar, továrna na ovocné konzervy, 2 pískovny, továrna na hospodářské stroje
- Služby: 4 lékaři, zvěrolékař, 2 advokáti, notář, biograf Sokol, fotoateliér, geometr, 2 hodináři, 11 hostinců, 3 hotely, hudební škola, lékárna U Černého orla, Občanská záložna v Kouřimi, Okresní hospodářská záložna, 2 stavitelé, vinárna, zlatník, zubní ateliér

V obci Nesměň (přísl. Buda, Habr, Davídkov, Nouzov, 398 obyvatel, samostatná obec se později stala součástí Kouřimi) byly v roce 1932 evidovány tyto živnosti a obchody: cihelna, 3 hostince, kolář, 2 kováři, 2 mlýny, pokrývač, 11 rolníků, Ruské sanatorium Zemgor, 2 obchody se smíšeným zbožím, švadlena, tesařský mistr, trafika, truhlář

## Muzeum lidových staveb v Kouřimi
Muzeum lidových staveb v Kouřimi leží asi 1 km jižně od středu města. Vzniklo v roce 1972 původně jako záchranný regionální skanzen objektů lidové architektury ze zátopové oblasti vodárenské nádrže na řece Želivce. První část skanzenu byla zpřístupněna v roce 1976. Nosným programem se později stal výběr základních regionálních typů lidové architektury z území České republiky a jejich prezentace. V současnosti se připravuje projekt dostavby skanzenu. Skanzen je také dějištěm častých národopisných pořadů a trhů.

## Pamětihodnosti
Město je pozoruhodně zachovaný celek se středověkým půdorysem, velkou částí hradeb a gotickým kostelem sv. Štěpána na náměstí.

### Náměstí

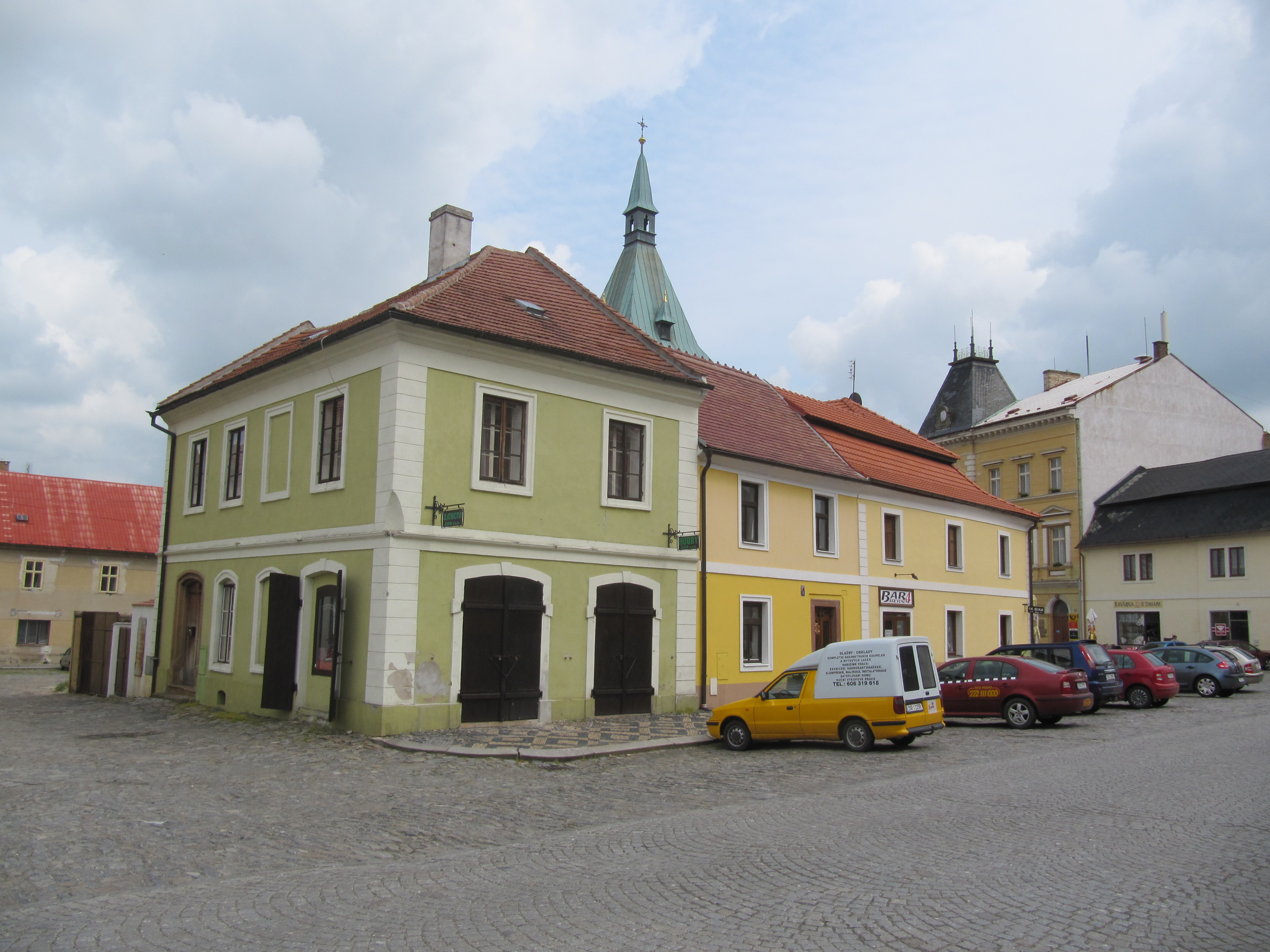
Špalíček

Náměstí o rozloze 16 250 metrů čtverečních je zachováno v původním rozsahu od založení města a patří k největším náměstím českých středověkých měst. Poprvé bylo vydlážděno roku 1536, současné dláždění je z poloviny 19. století. Pod náměstím se skrývají spletité podzemní chodby dodnes neznámého rozsahu.
Zástavba po obvodu náměstí je středověkého původu s gotickými sklepy. Domy měly původně podloubí a bohaté štíty. V roce 1811 postihl část náměstí požár, po němž byly při opravách z protipožárních důvodů všechny domovní štíty směrem do náměstí odstraněny a podloubí zazděna.
Na náměstí se také nachází Mariánská kašna z roku 1850, postavená na místě bývalého barokního morového sloupu z roku 1694. Ze zrušeného sousoší byla ponechána pouze socha Panny Marie Immaculaty.
Další zajímavostí náměstí je obrovský kámen Prokopa Velikého, který sem byl umístěn roku 1934 u příležitosti 500. výročí bitvy u Lipan.
Před chrámem sv. Štěpána se nachází socha sv. Jana Nepomuckého od neznámého autora z roku 1715.

### Kostel sv. Štěpána

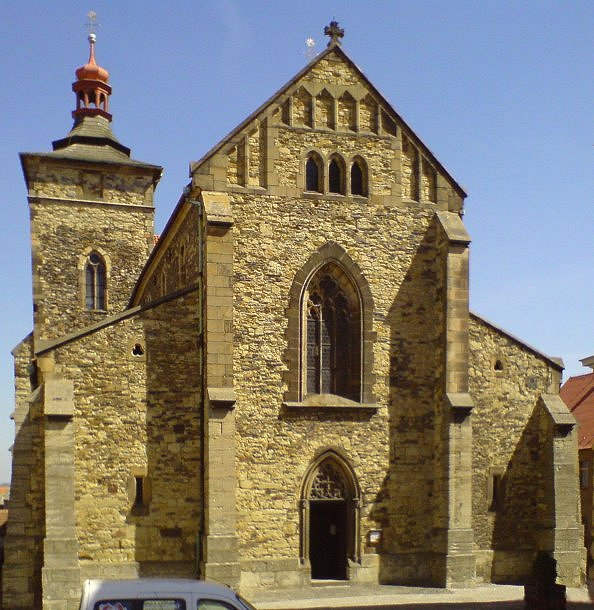
Kostel sv. Štěpána od západu

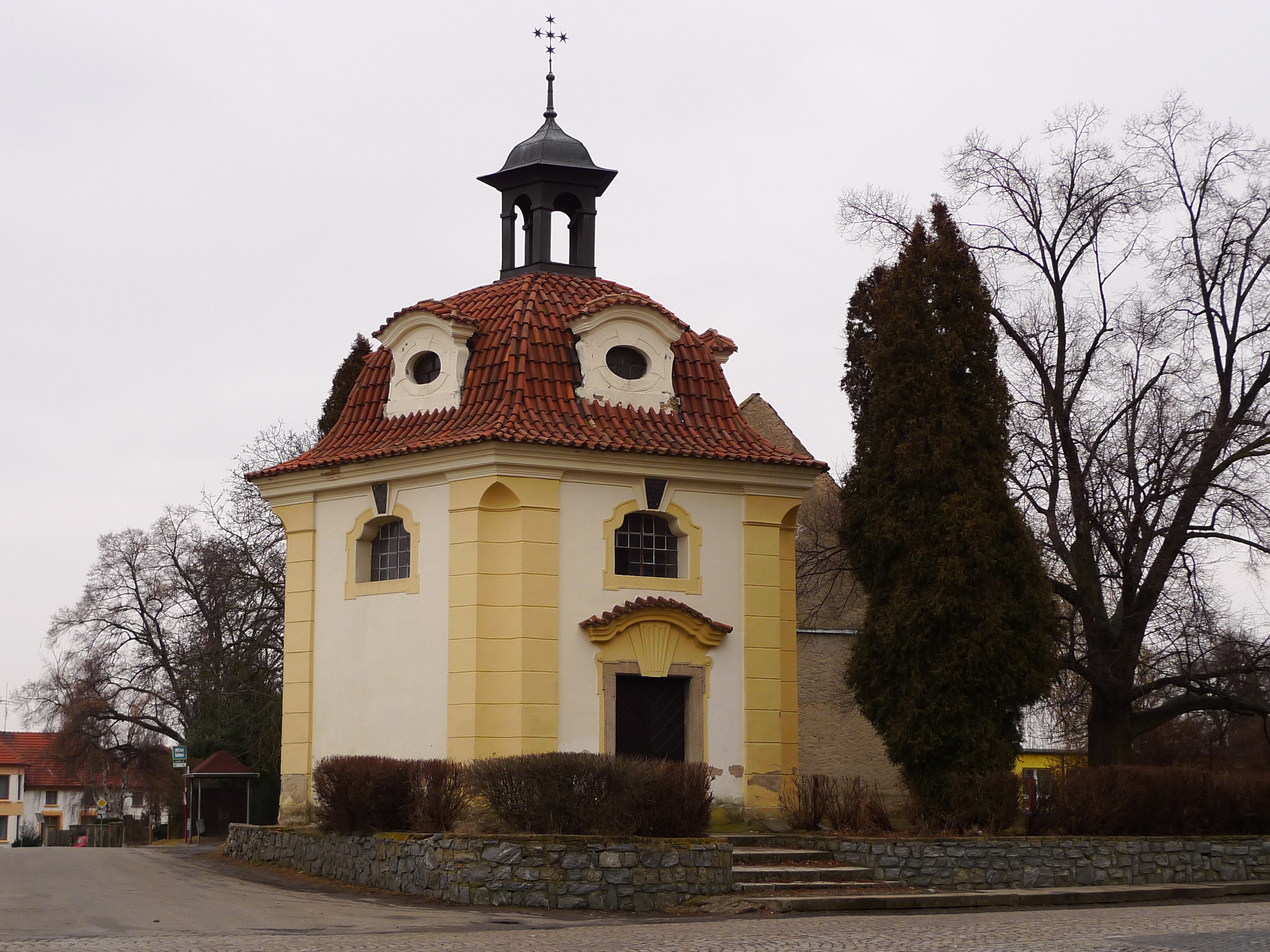
Kaple P. Marie Pomocné

Arciděkanský chrám sv. Štěpána je hlavní dominantou náměstí, ale i celého města. Byl budován současně se stavbou města v 60. letech 13. století jako trojlodní bazilika a je zajímavou ukázkou tzv. burgundského slohu. Tři kostelní lodě jsou uzavřeny pětibokými závěry a tyčí se nad nimi dvě mohutné věže. Obě byly původně vyšší a v posledním patře je spojoval krytý most, který shořel roku 1670 a věže byly pak sníženy. Chrám se přes četné požáry zachoval téměř v původní podobě, byl novogoticky opraven 1877 a 1908 (západní průčelí). Pod zvýšeným presbytářem je osmiboká krypta z let kolem 1260, sklenutá na ozdobný střední sloup. Uvnitř jsou zdi osazeny zajímavou galerií patnácti renesančních náhrobků z přelomu 16. a 17. století.

### Městské opevnění
Kouřimské městské opevnění je velmi rozsáhlé. Budovalo se od 13. do 16. století. Po třicetileté válce zdi a bašty zpustly a nebyly již nikdy obnoveny, pouze v 17. století došlo k nejnutnějším opravám městských bran. Přesto se však zachovaly především rozsáhlé úseky vnějšího hradebního pásu s 18 půlválcovými věžemi, čtyřmi baštami a s valem na západní a severní straně města, které patří k nejdelším zachovaným městským opevněním v Čechách. Do města se vstupovalo čtyřmi pevnými branami – Kolínskou, Pražskou, Malotickou a Olešeckou. Zachovala se pouze brána Pražská, gotická, dnes dvoupatrová věž je považována za nejlépe zachovanou raně gotickou městskou bránu v Evropě. Ostatní tři brány byly zbořeny v 19. století, na jejich místě se dnes nacházejí pamětní desky.
Hradeb se také dotýká první písemná zmínka o Kouřimi, v níž je její městské opevnění dáváno za vzor městům Kolínu a Přelouči.

### Santiniho kaple
Nevelká kaple Panny Marie Pomocné stojí v prostoru někdejšího středověkého popraviště „Na Stínadlech“. Byla postavena 1727 snad Janem B. Santinim na památku pěti mnichů, upálených zde roku 1421 husity. Je vynikajícím příkladem barokní symboliky a slouží jako pohřební síň.

### Kostel sv. Trojice

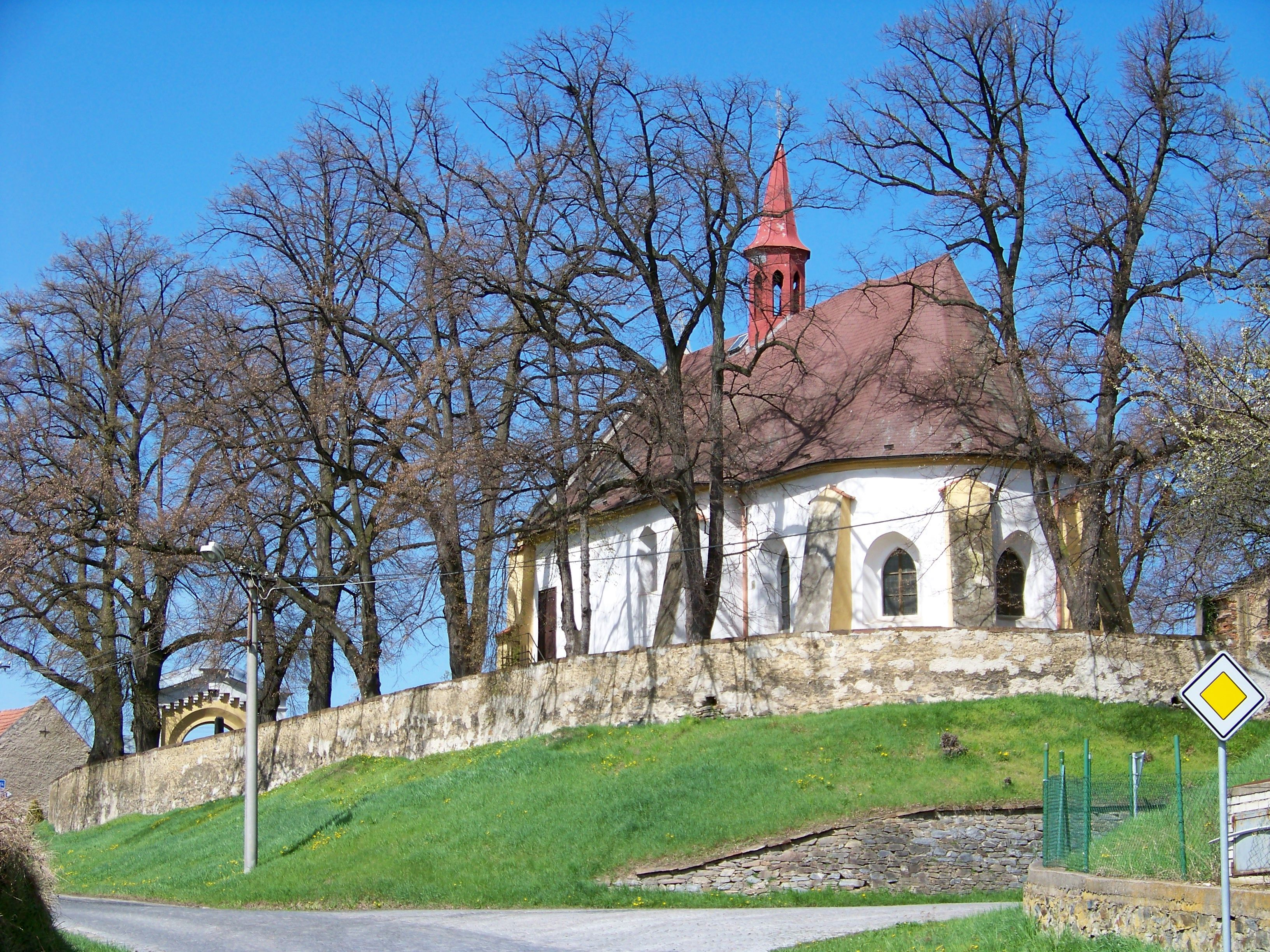
Kostel Nejsvětější Trojice

Hřbitov s kostelem sv. Trojice byl založen roku 1591, kdy již přestal vyhovovat starý hřbitov při chrámu sv. Štěpána. Kostel je pozoruhodný především tím, že se při jeho výstavbě uplatnil gotický i renesanční sloh. Dnes je kostel zařízen barokním vybavením, neboť původní renesanční shořelo v době třicetileté války.

### Zvonice

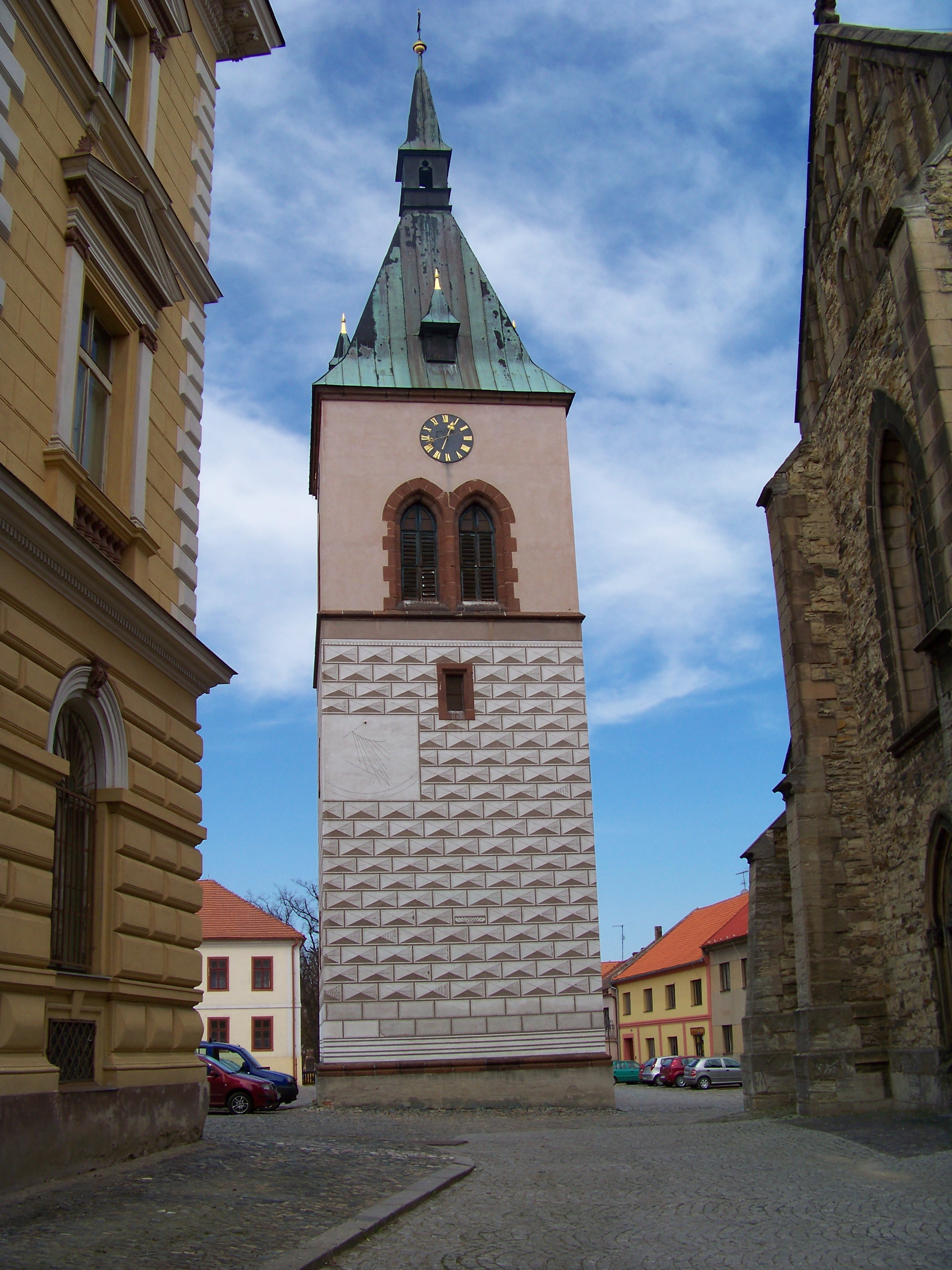
Zvonice od jihu

Goticko-renesanční zvonice tvoří společně s chrámem sv. Štěpána hlavní dominantu města. Tato 34 m vysoká hranolová stavba byla postavena v roce 1525, roku 1570 přestavěna italským mistrem Filippem a objevují se na ní první znaky renesančního slohu v Kouřimi. Dnešní podobu jí vtiskla až novogotická přestavba na počátku 20. století, kdy byla zvýšena o další patro se sdruženými okny a hodinami a zastřešena vysokou a složitou střechou.
Je známá především svými zvony, které jsou zavěšeny tzv. holandským způsobem (také „vysoké točení“) – srdcem vzhůru. Zvon je zaklesnut v obrácené poloze a když se uvolní, překlopí se a vlastní vahou naplno rozhoupá, takže nedochází k tzv. „šturmování“ na začátku. Ukončit zvonění je ovšem náročnější: zvoník musí zvon silně rozhoupat, zachytit v horní poloze a zaklesnout. 

V kouřimské zvonici byly původně čtyři obrácené zvony zhotovené roku 1671, po roce 1789 zbyly jen tři, později jen dva, Štěpán a Marie, o váze 1480 a 740 kilogramů. 
 
Nově odlitý zvon Apolena byl zavěšen v únoru roku 2025. 

Spolek Kouřimští zvoníci udržuje několikasetletou tradici zvonění na obrácené zvony, na zvony v Kouřimi zvoní zvoníci jednou až dvakrát do měsíce. Unikát v podobě obrácených zvonů je v Česku na dvou místech, vedle Kouřimi je mají ještě v Rovensku pod Troskami.

### Muzeum

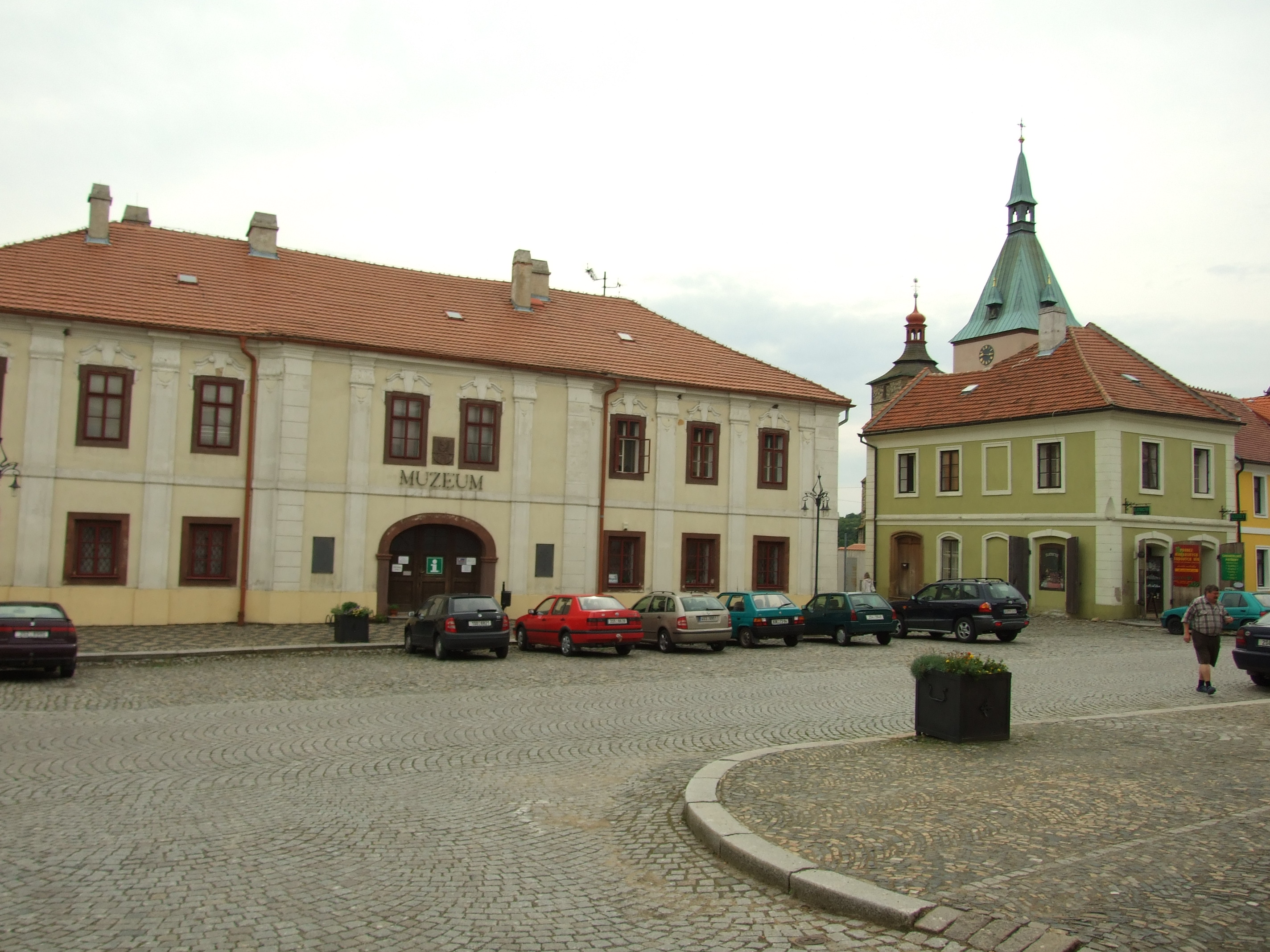
Budova muzea

Je umístěno v bývalé staré radnici, je výsledkem pozdně barokní přestavby starší gotické radnice.
V muzeu najdeme expozice pozůstatků z pravěkého osídlení i slovanského osídlení. Spolu s nimi si můžeme prohlédnou i model středověké Kouřimi. V lapidáriu je bohatá sbírka gotických sochařských fragmentů z kláštera a kostela cisterciáků, zbořeného 1421 husity, i z dalších zbořených kostelů v okolí (Klášterní Skalice aj.). Mezi exponáty je Kronika česká od Václava Hájka z Libočan z roku 1541 nebo kniha městských práv ze 16. století. Není opomenuta ani památka slavných kouřimských rodáků, kterým je věnován celý sál.
Z výstavy nejnovějších archeologických objevů na Kolínsku je nejdůležitějším objevem kostra asi dvanáctileté dívky, datovaná kolem roku 1100 z pohřebiště, odkrytého na kouřimském náměstí v roce 1997.

### Park
Již od poloviny 16. století byly prostory mezi vnitřním a vnějším pásmem hradeb pronajímány městem ke zřizování zahrad, které měly převážně užitkovou funkci. Tak byl položen základ ozelenění hradebního pásu, který je ve městě dodnes zřejmě patrný. V těchto místech někdejšího městského opevnění se rozkládá také dnešní městský park Na hradbách.
Park ve své dnešní podobě byl založen počátkem 30. let minulého století z iniciativy tehdejší Občanské záložny. Dodnes je zajímavý svou výsadbou vysoce hodnotných dřevin. V prostorách parku se zachoval vnější hradební pás s částečně zřícenou hradební věží.

## Zajímavosti okolí

### Průsečík zeměpisné sítě
Východně od Kouřimi nedaleko od silnice do Svojšic protíná rovnoběžka 50° s. š. a poledník 15° v. d., pro nějž jsou například udávány časy východu a západu Slunce v ČR.

### Lechův kámen

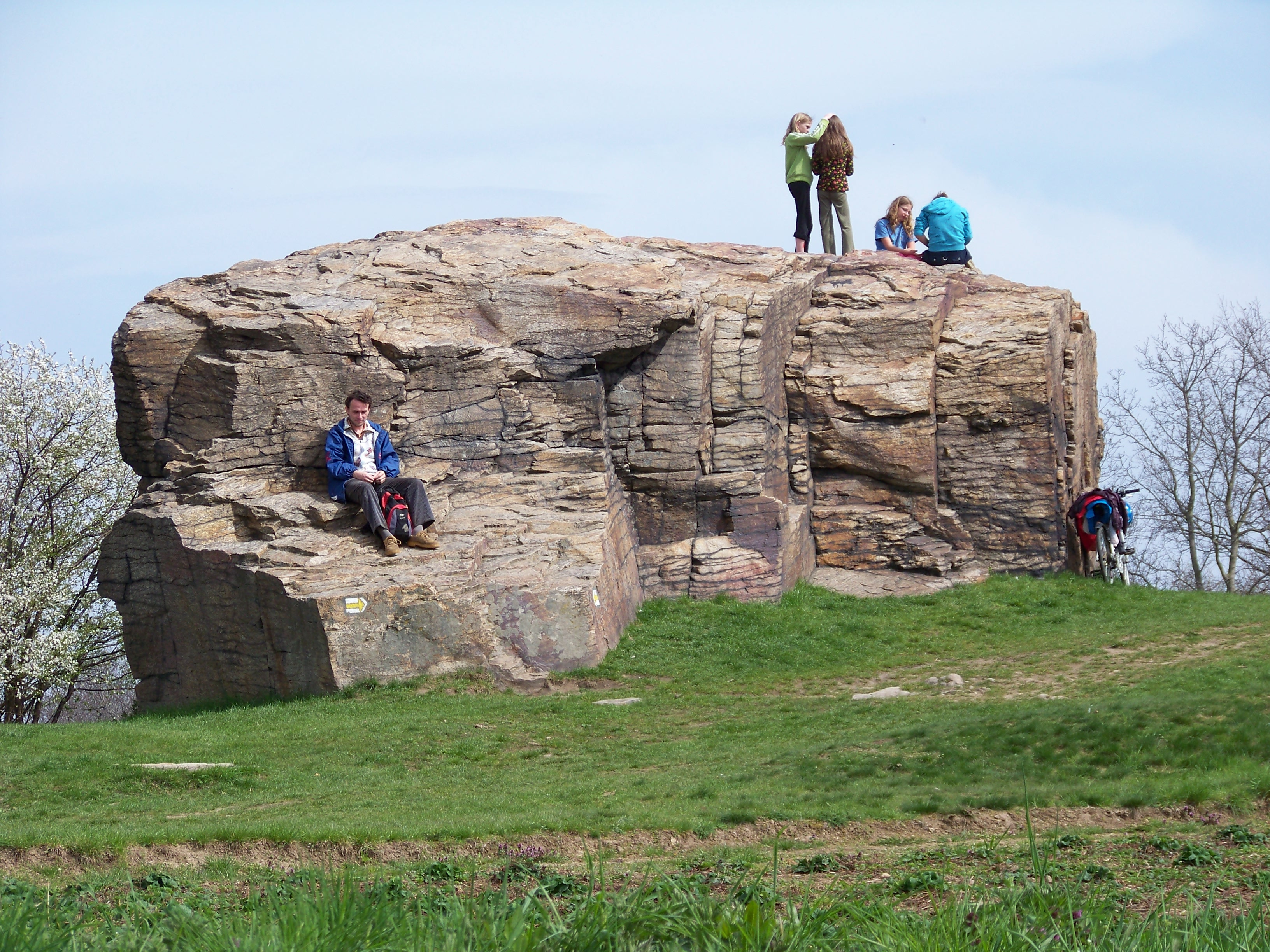
Lechův kámen na cestě ke Staré Kouřimi

Lechův kámen je výrazné skalisko na cestě k bývalé Staré Kouřimi. Z tohoto místa dával podle legendy kníže Lech kouřem ohně znamení svému bratru Čechovi na horu Říp. Nedaleko od Lechova kamenu je malá kaplička svatého Víta. Všude v okolí jsou ještě patrné zbytky slovanských hradeb.

### Libušino jezírko

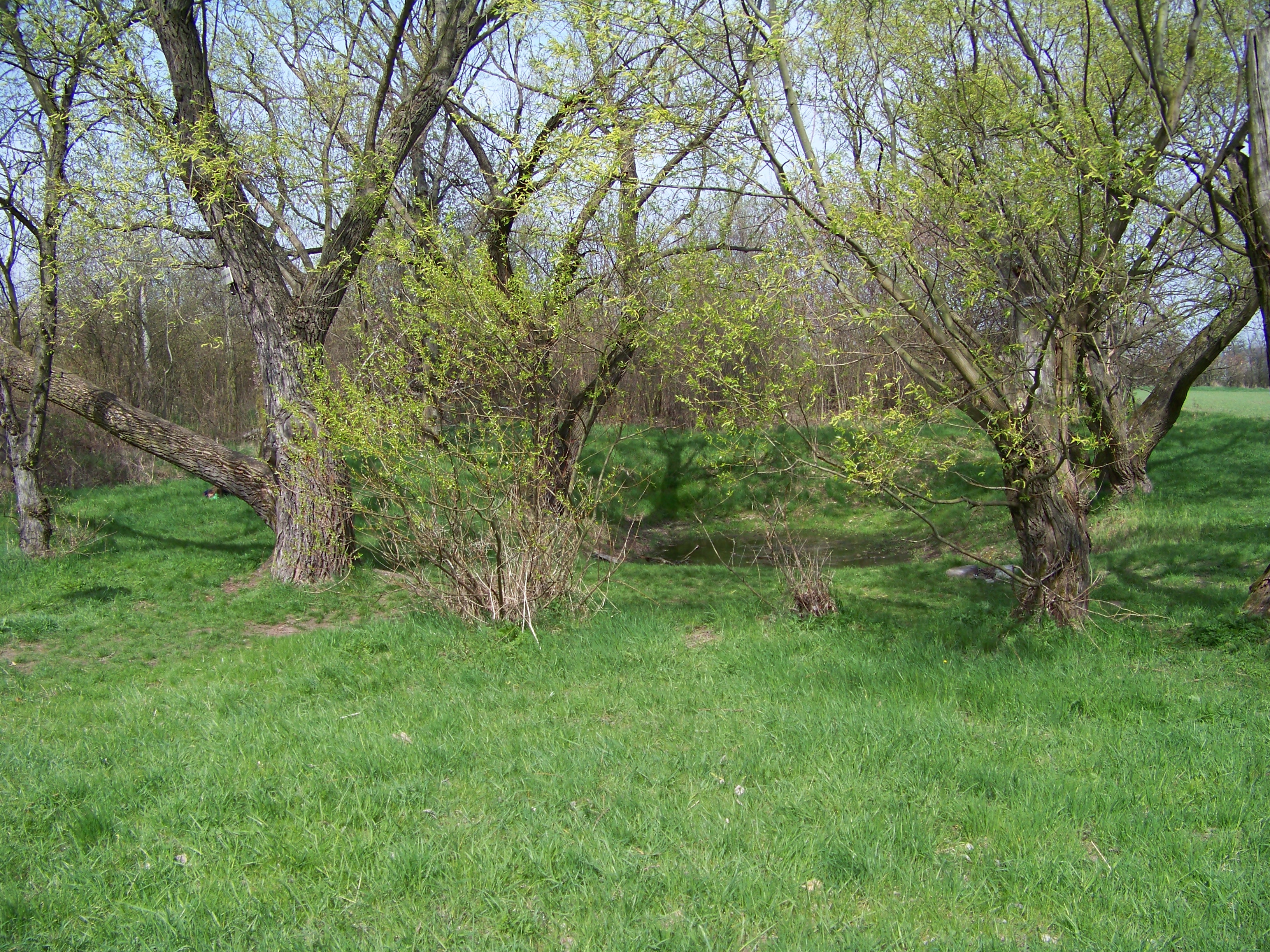
Libušino jezírko

Sloužilo jako vodní rezervoár a u něj se nalézalo centrum Staré Kouřimi. Nyní je to pouhá prohlubeň v zemi, obklopená několika starými stromy, v níž je voda pouze po dlouhotrvajících deštích. Je přírodním geologickým útvarem, napájeným kdysi vodou z puklinového pramene a deštěm.

### Staré mlýny
Říčka Výrovka neboli Kouřimka pramení nedaleko Uhlířských Janovic a pod mlýnem Nouzovem vtéká do kouřimské oblasti. V Kouřimi do Výrovky ústí Ždánický potok. Těsně u města zdržovaly vody říčky čtyři jezy, které sloužily třem větším mlýnům, které se zachovaly. Jedná se o mlýny Horní (též Drahonický a později Pášovský), mlýn Prostřední (též Vojtěchovský a později Bukačovský) a mlýn Veliký (zvaný Panský). Celkem v okolí Kouřimi bylo asi 9 mlýnů, z čehož se jich zachovalo pět.
Kdy byl postaven Hořejší mlýn není známo. Na samém počátku zde byl jako jediný zdroj publikace od profesora Profouse „Místní jména v Čechách – Jejich vznik, původní význam a změny“. Díl I, A–H, 1947, dále v Archivu českém následující záznam z 23. února 1407. Jedná se vlastně o vůbec prvou zmínku o Drahonickém objektu, což byl s největší pravděpodobností dvorec, který byl přeměněn na mlýn. Mlýn Hořejší zvaný též Drahonický, byl nazván podle Petra Drahonického a později (počátkem 17. století) zván Pášovský nebo Pášov. Václav Pašek (Páša) koupil v roce 1604 „sobě dědicům a budoucím svým mlejn jenž slove Drahonický v těch mezech pravých…“. Mlýn dostal jméno po majitelce Kateřině Pášové, což byla dcera Paška.
Další mlýn, který je v „Bílé knize Práva a svobod“ (Liber privilegiorum, začínající roku 1404, v městském archivu) jmenován jako mlýn Prostřední, zvaný též Vojtěchovský a později zvaný Bukačovský. V držení Vojtěchovského rodu byl nejpozději od roku 1515 a rozdělen mezi jeho dcery a vnučku roku 1598. Jednalo se o Marianu, mlynářku na Hrázi, vdovu po Janu Hrázském, která se znovu provdala za člena městské rady Václava Paška, majitele Nového Dvora (nynější Molitorov). Dále o druhou dceru Lidmilu provdanou Zlonickou a po smrti mužově pak za jiného člena rady Jeremiáše Jihlavského. Dále pro Lidmilinu dceru z prvního manželství Alžbětu Zlonickou. Poté přechází mlýn do majetku Václava Ferdinanda z Větčína. Jeho manželka v roce 1680 prodává mlýn Jiřímu Bukačovi, který však již v roce 1689 umírá. Jiří Bukač byl dvakrát ženatý a měl děti z obou manželství. Spor o jeho majetek trval 35 let.
Vztahy mezi mlynáři Horního a Prostředního mlýna byli velmi složité. V Liber privilegiorum je na foliu 30b zápis z roku 1431, krásnou starou češtinou:
| „ | My purgmistr a konšelé přísežní oznamujeme, že jsme vyřkli a mocí tohoto zápisu vyříekáme z vuóle obecnie jednomyslné mezi mlynáři z Velikého a Prostředníeho mlýnuóv o nechuti a nelibosti, kteráž jsú a mezi nimi byly vznikly trvajiece až do sie chvíle najprve o ciestu k stavu mlýna Velikého, kteráž má býti ku potřebie v tom puóli pod skalú, v němž meznikóv sedm jest položeno tak, aby ciesta byla svobodná k stavu mlýna nadepsaného z ciesty mlýnské mezi ciestů a mezníky ustanovenými ku požitku mlýna Velikého vzláště k opravování stavu dřiéve řečeného, kterýž dělán býti má, nebo tvrzien, aby jinak výšen nebyl, než jakož od počátku jest založien, tak aby voda svobodně po dlážděnie spád měla. Dále břehové s obú stranů nemají býti výšeni, než jako od počátku jsú zasazeni. Vrbie ovšem znovu sadilé a přijaté, ježto roste do potoka mimo pňovie staré má býti vykleštěno a vysekáno i vyčištěno. A to vrbie, což potok dělí od stavu a ciesty mlýnské, k obci našie, ale na stavu, i s druhé strany potoka na mlynáře z mlýna Velikého, plot také z druhé strany od mlýna Prostřednieho (Vojtěchovského) zprava býti nemá, než z vuóli mlynáře z mlýna Velikého. A jestli by sie rozvodnilo v té splavnici k Velikému mlýnu, jedno prkno bez lsti má býti vyňato, aby voda svobodnější majecí proskok netopila mlýnu Hořiejšíemu (Drahonického). A což by bylo potřebie opraviti pro náměl u hrdla v stavu, mlynářie oba mají sobě opraviti bez nesnáze. Test/es Ven/ceslus Dob/rašinec totum consilium. | “ |

Jako poslední z tří těchto mlýnů je mlýn Veliký později zvaný Panský, který koupila sama obec v roce 1532. První písemná zmínka pochází z roku 1407 v listině o majetku cisterciáckého proboštství v Kouřimi. Další zmínka je v knize Liber privilegiorum, folium 223, z roku 1431. V roce 1537 koupilo tento mlýn město od sirotků po mlynáři Jírovi za 1200 kop míšeňských grošů a dosazovalo do mlýna nájemce. Roku 1547 se Kouřim zúčastnila vzpoury stavů a po jejich porážce přišla o všechny své statky včetně dvou mlýnů. Tento majetek byl navrácen či odkoupen zpět roku 1561. Při konfiskaci majetku v roce 1623 přišlo město znovu o tento mlýn. Mlýn připadl za směšný poplatek znehodnocenou měnou knížeti Lichtenštejnovi a rozhodoval o něm Lichtenštejnský úřad v Kostelci nad Černými lesy.
Další starobylý mlýn byl Podfortenský zvaný Malý mlýnec postavený ještě před husitskými bouřemi a Němci zvaný Holzmül (Dřevěný mlýn) zřejmě podle blízko stojící dřevěné branky uváděné v latinských zápisech jako Janua lignuorum. Ačkoli ležel jen na Ždánické strouze, měl sdostatek vody, protože v té době byla strouha odtokem řady rybníků ležících pod Ždánickým vrchem. Prvá zmínka o něm je rovněž z roku 1407, kdy patřil kouřimským cisterciákům, kteří z něj platili 12 kop grošů z čehož 1 kopu přímo městu. Nejstarším známým mlynářem z roku 1507 byl Jiří v Malém mlýnci.
Nejmladší mlýn je mlýn zvaný Hrázka.

### Lipanská mohyla
Byla zbudována roku 1881 z hrubě opracovaných žulových kvádrů na severním svahu Lipské hory, asi 4 km severozápadně od Kouřimi. Je připomínkou bitvy u Lipan, posledního boje radikálních husitů vedených Prokopem Holým. Lipanská bitva se v 19. století během zápasu o národní sebeuvědomění začala připomínat jako memento důsledků české nesvornosti a Lipany se proto staly místem několika manifestačních aktů novodobých českých dějin. Patrně nejvýznamnějšími událostmi byly velkolepá oslava 500. výročí bitvy v roce 1934 a přísaha československých generálů roku 1939.

## Film
Díky své výhodné poloze nedaleko Prahy se Kouřim stala po roce 1990 častým cílem filmových štábů. Kromě natáčení reklamních šotů a dílčích scén různých filmů a seriálů, jako například Lékárníkových holka a Nesmrtelná teta, zde byly realizovány rovněž tři rozsáhlé projekty: francouzský film Cathrine Courage (Kateřina Kuráž), také francouzské Zvonokosy a šestidílný TV seriál Bylo nás pět podle literární předlohy Karla Poláčka.

## Doprava
Městem prochází silnice II/334 Sadská–Kouřim–Sázava. Do Kouřimi vede železniční trať č. 012 Pečky–Kouřim. Je to jednokolejná regionální trať, zahájení dopravy bylo roku 1882.
V roce 2011 z města vedly autobusové linky např. do těchto cílů: Čelákovice, Český Brod, Kolín (dopravce Okresní autobusová doprava Kolín).

## Osobnosti
- Matouš Collinus z Chotěřiny (1516–1566), humanista, učitel a spisovatel
- Theodor Kössl (1886–1969), právník a hudební skladatel
- František Kysela (1881–1941), rodák, výtvarník
- Evžen Linhart (1898–1949), architekt, nábytkář
- František Vejdovský (1849–1939), zoolog
- Hubert Veselý (1842–1914), politik, starosta města a okresu, poslanec Říšské rady